# D.I.S.C.O Part 2
D.I.S.C.O Part 2は、2008年9月1日にオンラインでリリースされた、オム・ジョンファのヒット曲D.I.S.C.Oのリミックスシングルである。
収録曲は「D.I.S.C.O Part.2 (feat. G-Dragon)」の1曲である。オリジナルではフィーチャリングのラップをT.O.Pが担当していたが、このリミックスでは同じくBIGBANGのG-Dragonが担当している。